# La Roulotte (cabaret)
Pour les articles homonymes, voir Roulotte (homonymie).
La Roulotte est un cabaret situé au 62 rue Pigalle (9e arrondissement de Paris)

## Historique
Ce cabaret date de la fin du XIXe siècle et se situait à l'origine au no 42 rue de Douai à Paris. Son directeur en était Georges Charton.
À la fin de 1943, Django Reinhardt réalise un vieux rêve, avoir sa propre boîte de jazz, en devenant propriétaire de La Roulotte, où il est déjà passé. L'endroit est rebaptisé « Chez Django Reinhardt » au printemps de 1944. Cette boîte appartenait à Lulu de Montmartre, qui l'avait fait décorer par Rigal. Il est ouvert de 16 heures à l'aube.
Pendant l'Occupation, c'est la seule boîte de Paris à avoir le privilège exceptionnel de pouvoir fermer à 4 heures du matin. Il faut, pour tenir un établissement comme celui-ci, être protégé par la pègre ou par les Allemands, et « l'on y rencontre une faune bruyante et parfois inquiétante ». Les clients sont des officiers allemands, des Français, des espions britanniques aussi bien que des membres de la Gestapo, et l'orchestre y joue aussi bien God Save the King ou Bébert de Maurice Chevalier, ou Lili Marleen, air à la mode à travers toute l'Europe.
Django Reinhardt s'y produit avec son frère Joseph, le batteur Armand Molinetti et le clarinettiste Gérard Lévêque.

## Spectacles
- 1942 : Nina Gold et Joé Andy et son ensemble swing
- 1943 : Geo Daly
- 1945 : Jean-Claude Fohrenbach passe chez Django
- 1946 : Alix Combelle et son orchestre agrandi
- 1950 : Robert Mavounzy (saxophoniste), Childebert Mourinet